# Translit
Translit es un método de codificación del alfabeto cirílico con letras del latino. El término deriva de «transliteración», es decir, sistema de reemplazo literal de un alfabeto con letras de otro.

## Historia
Surgió a raíz de la necesidad de los hablantes rusos de escribir en sus idiomas en computadoras que carecían de caracteres cirílicos. Existen antecedentes del uso de translit en comunicaciones telegráficas internacionales.[cita requerida] Conforme las tecnologías informáticas y de red desarrollaron avances para el alfabeto cirílico traslit cayó en desuso y, en ocasiones, los usuarios de este método fueron ignorados e incluso vetados por comunidades que emplean el cirílico.
| а ─ a       | к ─ k      | х ─ h (kh)     |
| б ─ b       | л ─ l      | ц ─ c (ts, tz) |
| в ─ v       | м ─ m      | ч ─ ch         |
| г ─ g (gh)  | н ─ n      | ш ─ sh         |
| д ─ d       | о ─ o      | щ ─ sht (shch) |
| е ─ e       | п ─ p      | ъ ─ y          |
| ё ─ jo (yo) | р ─ r (rr) | ы ─ y          |
| ж ─ zh      | с ─ s      | ь ─ ' (y)      |
| з ─ z       | т ─ t      | э ─ eh (e)     |
| и ─ i       | у ─ u (ou) | ю ─ ju (yu)    |
| й ─ j (y)   | ф ─ f      | я ─ ja (ya)    |

A veces «y», «yu», «yo», «ye», «ya» también sirven como transliteración de «й», «ю», «ё», «э», «я».
Sin embargo, posteriormente apareció una forma de translit más forzada, asociada generalmente a los adolescentes de la red, que no seguían las normas y cuya característica principal era el uso de numerales para substituir algunas letras. Por ejemplo, el número cuatro en números arábigos, «4», se utilizaba para transliterar la letra «ч» por su apariencia similar; también el nombre completo de un número podía sustituir una palabra —«sov7» por «sovsem» o «posmo3» por «posmotri»—. 
| Número | Transliteración usual | Palabra en translit | Palabra original en ruso |
| ------ | --------------------- | ------------------- | ------------------------ |
| 1      | od                    | odin                | один                     |
| 2      | dv                    | dva                 | два                      |
| 3      | tr                    | tri                 | три                      |
| 4      | ch                    | chetyre             | четыре                   |
| 5      | p                     | pyat'               | пять                     |
| 6      | sh                    | shest'              | шесть                    |
| 7      | s                     | sem'                | семь                     |
| 8      | _                     | vosem'              | восемь                   |
| 9      | _                     | devyat'             | девять                   |

Rusia y otras antiguas repúblicas de la Unión Soviética habían adoptado la transliteración estándar ISO 9 para uso oficial (bajo la designación 7.79-2000), reemplazando el antiguo GOST 16876-71 soviético.